# Asus
Az ASUSTeK Computer Incorporated (ASUS) tajvani multinacionális vállalat, amely számítástechnikai eszközök előállításával foglalkozik. Ez a vállalat birtokolja a legnagyobb szabad számítógép-kereskedelmi láncot Tajpejben.
Termékei között az asztali és hordozható számítógépek mellett megtalálhatók PDA-k, szerverek, különféle kijelzők, perifériák, valamint elektronikus szolgáltatások kormányzati, üzleti, oktatási és otthoni felhasználók számára.
Az ötlet, amelyből az ASUS megszületett egy tajpeji kávézóban jött létre, ahol néhány mérnök egy kis cég megalapításáról álmodozott. Ma Tajvan az egyik legfontosabb ország a technológiai univerzumban, hiszen itt található rengeteg jelentős, megkerülhetetlen vállalat központja, melyeknek köszönhetően számos kiemelkedő újítás, illetve konkrét termék innét származik. Közéjük tartozik az Asus is.

## Az Intel meghódítása
1989-ben négy, korábban a feltörekvő Acernél dolgozó mérnök, T.H. Tung, Ted Hsu, Wayne Hsieh és M.T. Liao saját vállalatot alapított, és első körben az Intel új processzorához való alaplapok fejlesztését és gyártását tűzték ki célul. A probléma "csak" az volt, hogy a processzor prototípusát nem kapták meg, ellentétben más cégekkel, ami óriási hátrányt jelentett.
A négy fiatalember azonban nem adta fel, és konkrét termék nélkül, pusztán az elérhető információk alapján készített egy alaplapot a processzorhoz, amit el is küldtek az Intelnek. Ekkor derült ki, hogy az Intel saját (!) alaplapja, amit saját processzorukhoz fejlesztettek, hibás! A probléma megoldását pedig pontosan az a termék jelentette, amit Tajvanból küldött nekik a négy fiatal mérnök. Ezt követően bekerültek az Intel partnerprogramjába, és Asus nevű vállalatuk már az elsők között kapta meg a friss fejlesztéseket.
Ez a frissen alapított cég néhány éven belül iszonyatosan megerősödött. Azóta az Asus a komplett IT iparág egyik legnagyobb cégévé vált, és jelen van megoldásaival a notebookok, asztali gépek, kiegészítők, kijelzők és telefonok piacán is.